# Alkaloidy barwinka różyczkowego
Alkaloidy barwinka różyczkowego – grupa leków przeciwnowotworowych fazowo swoistych, działających w fazie M cyklu życia komórki poprzez blokowanie wrzeciona podziałowego. Otrzymywane z barwinka różyczkowego (Catharanthus roseus, dawniej Vinca rosea – stąd niekiedy nazywane alkaloidami Vinca).
Do tej grupy leków należą:
- związki naturalne
  - winkrystyna
  - winblastyna
- związki modyfikowane chemicznie
  - winorelbina
  - windezyna
  - winflunina

## Mechanizm działania
Alkaloidy tej grupy wytwarzają wiązania z tubuliną przez co doprowadzają do depolimeryzacji mikrotubul i zatrzymania podziału komórki.

## Zastosowanie
Są stosowane w leczeniu białaczek, zespołów limfoproliferacyjnych, raka jądra, raka piersi, raka płuca i raka pęcherza moczowego.

## Działania niepożądane
Najczęstsze działania niepożądane występujące podczas stosowania alkaloidów tej grupy to: uszkodzenie szpiku kostnego, uszkodzenie nerwów obwodowych, nudności i wymioty, wyłysienie, zaparcie i zapalenie żył obwodowych.